# Bryne Stadion
Bryne Stadion est un stade de football situé à Bryne en Norvège. Il est utilisé par le Bryne FK.
Il compte 10 133 places dont 2 633 assises. Son record d'affluence date de 1977, où 14 500 spectateurs assistent au match entre Bryne FK et Viking FK.

## Histoire
La pelouse du stade a fait l"objet de trois réfections en 1960, 1988 et 1998.
En 2005, la construction d'un nouveau stade, le Jæren Arena, est envisagée. En raison du coût élevé du projet de construction, le projet est abandonné en 2008,.

## Galerie

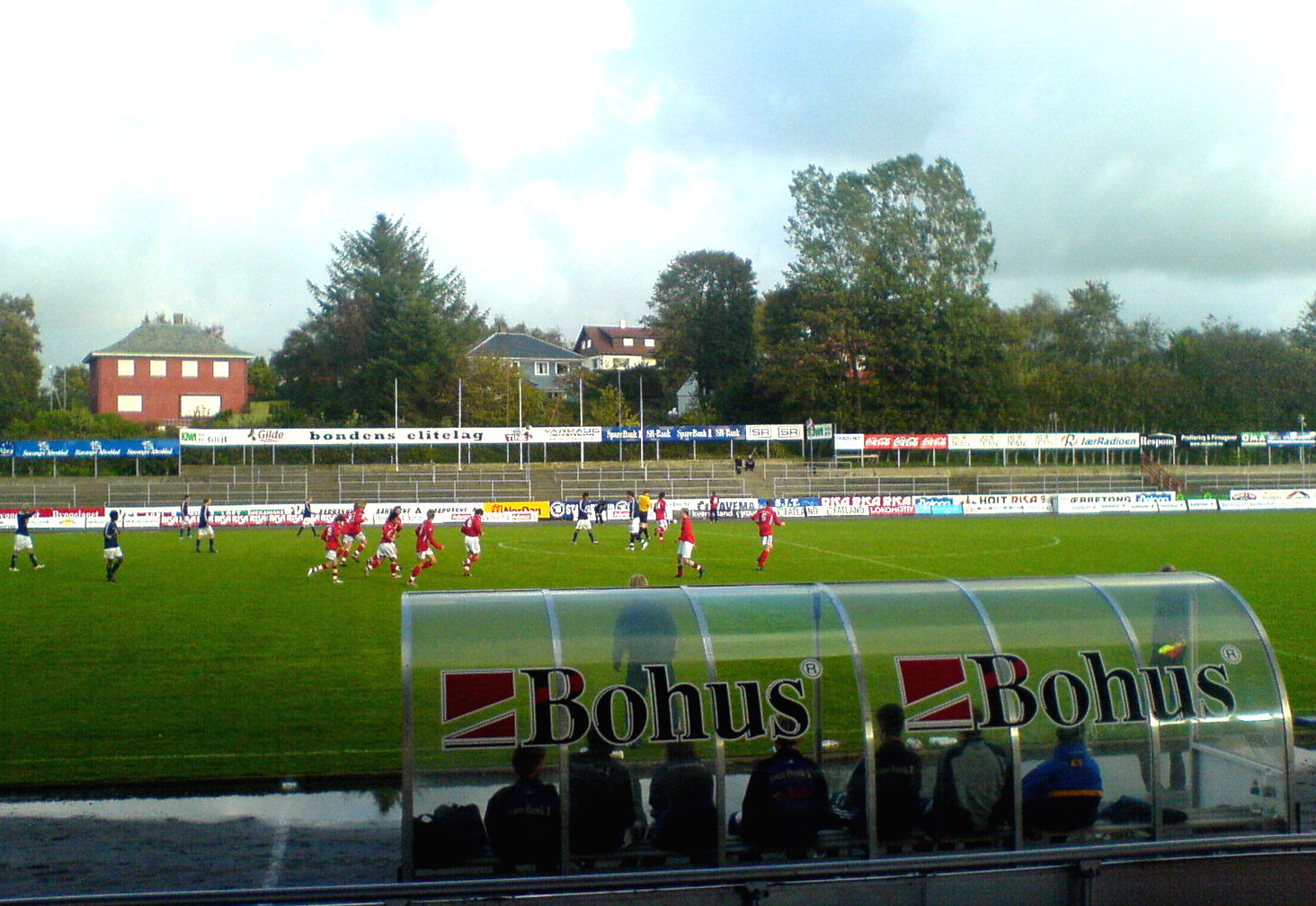
Match entre les juniors de Bryne FK et du Viking FK en 2005